# Kendall County, Illinois
Kendall County är ett county i delstaten Illinois i USA. År 2010 hade countyt 114 736 invånare. Den administrativa huvudorten (county seat) är Yorkville.

## Politik
Kendall County tenderar att rösta på republikanerna i politiska val. Även om det under senare år blivit alltmer jämnt mellan republikanerna och demokraterna i valen. I presidentvalet 2008 blev Barack Obama den första och hittills enda presidentkandidaten för demokraterna som vunnit rösterna i countyt.

## Geografi
Enligt United States Census Bureau har countyt en total area på 837 km². 832 km² av den arean är land och 5 km² är vatten.

### Angränsande countyn
- Kane County - nord
- DuPage County - nordost
- Will County - öst
- Grundy County - syd
- LaSalle County - väst
- DeKalb County - nordväst

### Orter
- Lisbon
- Millbrook
- Newark
- Plano
- Yorkville (huvudort)